# Hannelore Bollmann
Pour les articles homonymes, voir Bollmann.
Hannelore Friedel Bollmann, née le 10 mai 1925 à Hambourg et morte le 7 avril 2023 à Santa Barbara (Californie), est une actrice allemande.

## Biographie
Sa carrière commence au cinéma en 1947 dans Herzkönig. De 1953 à 1958, elle est mariée au réalisateur Franz Antel, qui l’utilise souvent dans ses films. Dans les années suivantes, elle joue principalement des figurations et quelques rôles importants, notamment dans des comédies et des Heimatfilm.
Hannelore Bollmann est aussi chanteuse. Par exemple, en 1954, elle chante en duo avec Peter Alexander Ich sing' heut' vergnügt vor mich hin.
Hannelore Bollmann est la fille du chanteur classique Hans-Heinz Bollmann et de son épouse Friedel.

## Filmographie
- 1947 : Herzkönig (de)
- 1949 : Hallo Fräulein! (de)
- 1950 : Liebe auf Eis (de)
- 1951 : Czardas der Herzen
- 1951 : Das seltsame Leben des Herrn Bruggs (de)
- 1951 : In München steht ein Hofbräuhaus (de)
- 1952 : Karneval in Weiß
- 1952 : Ferien vom Ich
- 1953 : Ehe für eine Nacht
- 1953 : Auf der grünen Wiese (de)
- 1954 : Les Fruits les plus doux (de)
- 1954 : Rosen aus dem Süden
- 1954 : Manœuvres impériales (Kaisermanöver)
- 1954 : L'Été et les amours
- 1955 : Spionage (de)
- 1955 : Pays de mes amours (Heimatland)
- 1955 : Das fröhliche Dorf
- 1955 : Le Congrès s'amuse
- 1955 : Symphonie en or (Symphonie in Gold)
- 1956 : Das Sonntagskind
- 1956 : Kaiserball
- 1956 : Facteur en jupons
- 1956 : Das Hirtenlied vom Kaisertal
- 1957 : Eva küßt nur Direktoren
- 1958 : La Loi du vice
- 1958 : Ooh … diese Ferien (de)
- 1959 : Le Trésor des SS
- 1960 : Immer will ich dir gehören (de)
- 1960 : Das Dorf ohne Moral (de)
- 1961 : Unsere tollen Tanten
- 1962 : Zwei Bayern in Bonn (de)
- 1965 : Le Congrès s'amuse